# Antherospora
Genre
Antherospora est un genre de champignons Basidiomycètes phytoparasites de la famille des Floromycetaceae. Il provoque la maladie cryptogamique du charbon des anthères des Liliaceae. Son espèce type est Antherospora vaillantii.

## Caractéristiques générales
La présence d'espèces du genre Antherospora se caractérise par des sores brun olive foncées sur les anthères, les fleurs étant légèrement gonflées. Les spores mesurent de 6 à 14 μm de long pour 5 à 10 μm de large. Elles sont granuleuses à presque lisses. Ces espèces sont visibles de mars à mai en Europe centrale.
Les plantes impactées par les Antherospora sont toutes des monocotylédones et appartiennent aux genres Albuca, Eucomis, Leopoldia, Muscari, Ornithogalum, Prospero et Scilla. La plante infectée voit ses anthères castrées et son pollen remplacé au profit de son parasite qui utilise alors les insectes pollinisateurs comme vecteur de dissémination de ses propres téliospores. Les ovaires peuvent également être modifiés, se transformant alors en étamines. L'infection est systémique, l'ensemble des fleurs de l'inflorescence étant affectées,,.
Dans le contexte de la forte spécificité actuellement observée chez les champignons propres aux charbons, la large gamme d'hôtes signalée pour Antherospora vaillantii suggère la présence d'un complexe d'espèces cryptiques et par conséquent une diversité beaucoup plus grande.
Une forme proche par sa biologie, le genre Microbotryum, provoque le charbon des anthères sur les Dicotylédones.

## Ensemble des espèces

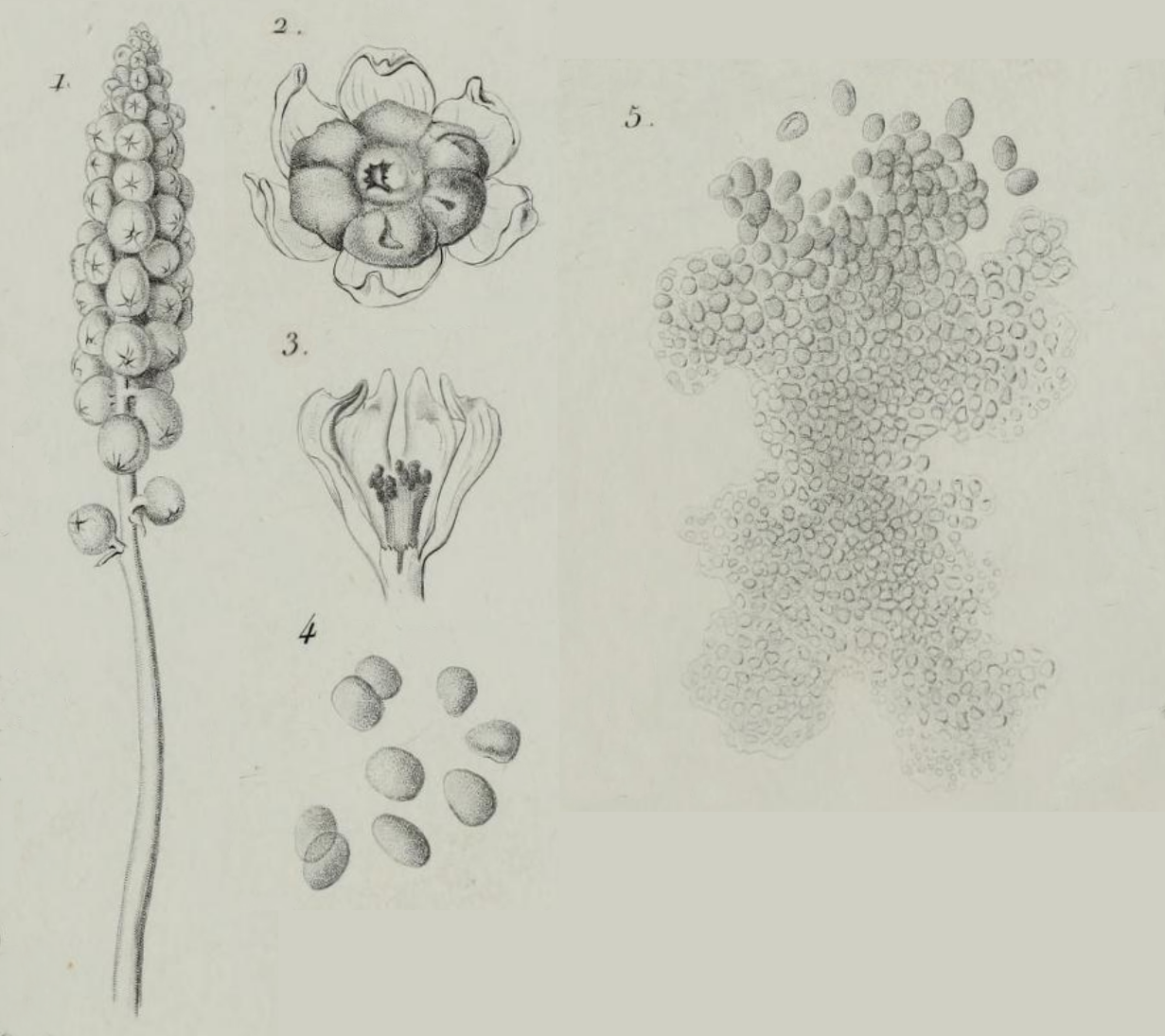
Antherospora vaillantii sur Leopoldia comosa

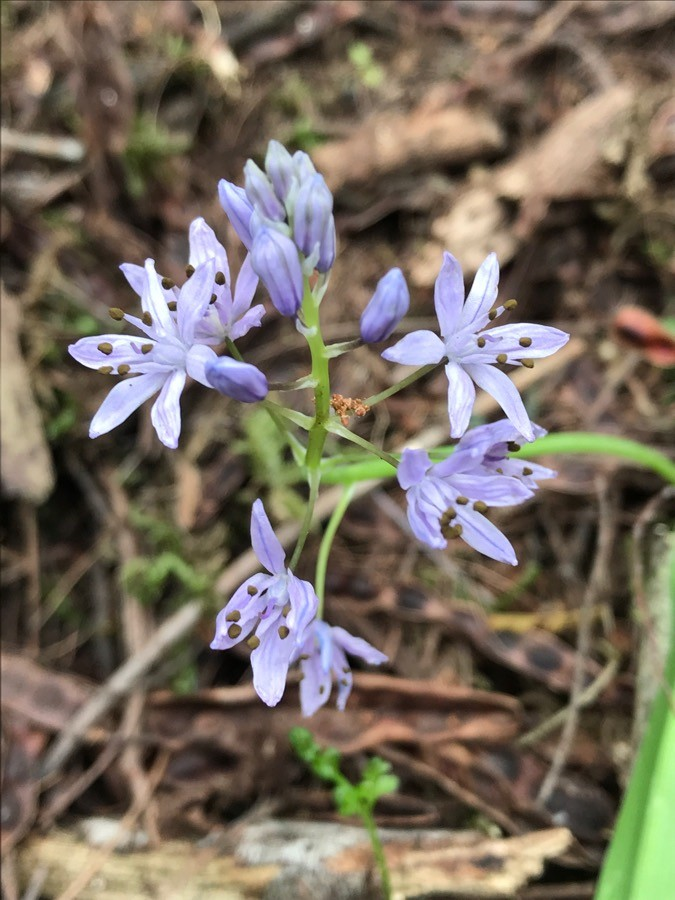
Antherospora tractemae sur Tractema verna

Selon Bauer & all (2008), Index Fungorum et Wilhem. N. Ellis :
- Antherospora albucae sur Albuca altissima (Afrotropique)
- Antherospora eucomis sur Eucomis punctata (Afrotropique)[6]
- Antherospora hortensis sur Muscari armeniacum
- Antherospora muscari-botryoidis sur Muscari botryoides
- Antherospora peglerae sur Ornithogalum lacteum (Afrotropique)
- Antherospora scillae sur Prospero autumnale, Scilla bifolia, S. forbesii, S. luciliae, S. sardensis, S. siberica et S. verna
- Antherospora sukhomlyniae sur le genre Hyacinthella (Ouest paléarctique)[7]
- Antherospora tourneuxii sur Bellevalia ciliata, B. glauca, B. romana et B. saviczii.
- Antherospora tractemae sur Tractema verna
- Antherospora urgineae sur Drimia maritima
- Antherospora vaillantii lato sensu sur les genres Albuca, Leopoldia, Muscari, Ornithogalum et Scilla[4].
- Antherospora vaillantii stricto sensu sur Leopoldia comosa et Leopoldia tenuiflora[4].
- Antherospora vindobonensis sur Scilla vindobonensis